# Diederick Luydens
Diederick Luydens (Zoetermeer, 18 febbraio 1999) è un calciatore olandese, difensore del Dakota e della nazionale arubana.

## Carriera

### Nazionale
Il 2 giugno 2021 ha esordito con la nazionale arubana giocando l'incontro vinto 1-3 contro le Isole Cayman, valido per le qualificazioni al campionato mondiale di calcio 2022.

## Statistiche

### Cronologia presenze e reti in nazionale
| Cronologia completa delle presenze e delle reti in nazionale ― Aruba | Cronologia completa delle presenze e delle reti in nazionale ― Aruba | Cronologia completa delle presenze e delle reti in nazionale ― Aruba | Cronologia completa delle presenze e delle reti in nazionale ― Aruba | Cronologia completa delle presenze e delle reti in nazionale ― Aruba | Cronologia completa delle presenze e delle reti in nazionale ― Aruba | Cronologia completa delle presenze e delle reti in nazionale ― Aruba | Cronologia completa delle presenze e delle reti in nazionale ― Aruba |
| Data                                                                 | Città                                                                | In casa                                                              | Risultato                                                            | Ospiti                                                               | Competizione                                                         | Reti                                                                 | Note                                                                 |
| -------------------------------------------------------------------- | -------------------------------------------------------------------- | -------------------------------------------------------------------- | -------------------------------------------------------------------- | -------------------------------------------------------------------- | -------------------------------------------------------------------- | -------------------------------------------------------------------- | -------------------------------------------------------------------- |
| 2-6-2021                                                             | Bradenton                                                            | Isole Cayman                                                         | 1 – 3                                                                | Aruba                                                                | Qual. Mondiali 2022                                                  | -                                                                    |                                                                      |
| 5-6-2021                                                             | Bradenton                                                            | Aruba                                                                | 0 – 7                                                                | Canada                                                               | Qual. Mondiali 2022                                                  | -                                                                    |                                                                      |
| 6-6-2022                                                             | Willemstad                                                           | Aruba                                                                | 3 – 0                                                                | Saint-Martin                                                         | CONCACAF Nations League 2022-2023                                    | -                                                                    |                                                                      |
| 9-6-2022                                                             | Willemstad                                                           | Aruba                                                                | 2 – 3                                                                | Saint Kitts e Nevis                                                  | CONCACAF Nations League 2022-2023                                    | -                                                                    |                                                                      |
| 14-10-2023                                                           | Oranjestad                                                           | Aruba                                                                | 3 – 1                                                                | Isole Vergini Americane                                              | CONCACAF Nations League 2023-2024                                    | 1                                                                    |                                                                      |
| Totale                                                               |                                                                      | Presenze                                                             | 5                                                                    |                                                                      | Reti                                                                 | 1                                                                    |                                                                      |